# Zorrita Martínez
Zorrita Martínez és una pel·lícula espanyola de comèdia dramàtica del 1975 dirigida per Vicente Escrivá i protagonitzada per José Luis López Vázquez, Nadiuska i Manuel Zarzo. Els decorats foren dissenyats per Adolfo Cofiño.

## Argument
Zorrita Martínez (Nadiuska) és el nom artístic de Lydia Martínez, una artista veneçolana establerta a Espanya. Zorrita, no obstant això, es topa amb un problema inesperat: no pot romandre més temps al país si no contrau matrimoni amb un home de nacionalitat espanyola. Inicia per tant, la cerca de xicot i el troba en la persona de Serafín Tejón, ventríloc de professió, qui a més rellança la seva carrera artística.

## Repartiment
- José Luis López Vázquez - Serafín
- Nadiuska - Zorrita
- Manuel Zarzo - Manolo
- Bárbara Rey - Bibiana
- Rafael Alonso - Don Arturo
- Fernando Santos - Comissari
- Jesús Guzmán - Subirana
- Francisco Cecilio - Marieta
- José Luis Lizalde
- Luis Barbero - Sacerdot
- Emilio S. Espinosa
- Carmen Platero
- José Alonso
- Yolanda Farr
- Mariano Venancio
- Raquel Rodrigo - Monja
- Judy Stephen - Dona de Jonathan
- Víctor Israel - Pacient amb crosses
- Alfonso del Real - Ortigosa
- Juana Jiménez
- Marisa Bell - Corista
- Lola Lemos
- Emilio Fornet - Pacient
- Scott Miller -Jonathan
- Fabián Conde - Pacient
- Elmer Modling - Americà
- Guadalupe Muñoz Sampedro - Mare superiora
- Alberto de Mendoza - Antonio

## Premis
Als Premis del Sindicat Nacional de l'Espectacle de 1975 José Luis López Vázquez va rebre el premi al millor actor.